# Dippin’ Dots
Dippin' Dots (полное наименование — Dippin' Dots L.L.C.) — американская компания, производитель гранулированного мороженого. Штаб-квартира компании расположена в Падьюке, штат Кентукки.

## История
Компания основана в 1988 году. Однако, история самого продукта Dippin' Dots началась несколькими годами ранее, когда молодой учёный Курт Джонс и создал необычный замороженный десерт. Курт Джонс был учёным - микробиологом и исследовал технологию криогенной заморозки. Однажды ему пришло в голову испытать криогенные технологии на обычном мороженом и увидеть, что получится. В итоге получился вкусный десерт в виде маленьких замороженных капелек. Первое время Курт готовил свой десерт для домашнего использования, угощения родных и близких. Через несколько лет Курт решил познакомить со своим творением больше людей. Для этого он организовал и разместил киоск в торговом центре города Лексингтон, штат Кентукки. Десерт быстро полюбился многим и спустя несколько лет его производство в домашней лаборатории переросло в строительство полноценного завода в городе Падьюка, штат Кентукки. На территории завода также разместился самый большой в США морозильный склад, поддерживающий температуру в -40С. Постепенно Dippin' Dots появился и в других странах мира. В 1994 году десерт появился в Японии, в 1996 году в Южной Корее, где к 2003 году был создан собственный завод Dippin' Dots.

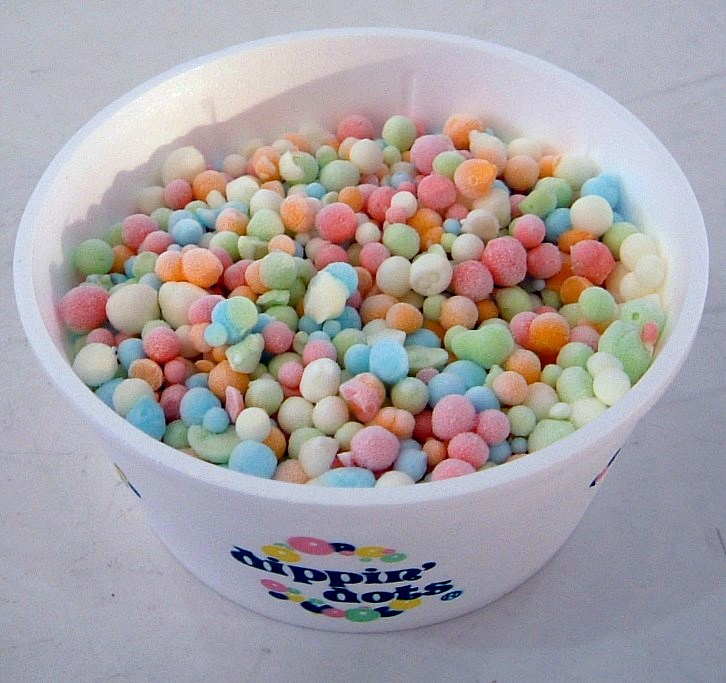
Десерт "Радужный лед"/"Rainbow ice"

### Банкротство
4 ноября 2011 года компания заявила о своем банкротстве. Dippin' Dots не смогли достичь соглашения со своим кредитором — местным банком. Тем не менее, судьба «десерта будущего» была спасена. 18 мая 2012 года компания была приобретена владельцами нефтяного бизнеса, отцом и сыном, Скотом и Марком Фишерами. Они назначили Курта Джонса, изобретателя Dippin' Dots, в качестве CEO и нацелились на значительное увеличение продаж.

## Dippin' Dots сегодня
Компания Dippin' Dots избежала ликвидации благодаря приобретению компании крупным частным инвестором, американским бизнесменом Скотом Фишером. По состоянию на май 2022 года Dippin' Dots ведёт продажи в США, Канаде, Австралии, Японии, Южной Корее, Филиппинах, Китае и Вьетнаме. С 2014 по 2020 год продукция Dippin' Dots продавалась в России и использовала рыночное наименование «наномороженое».
В 2020 году компания прекратила деятельность в России, последнее кафе Dippin' Dots закрылось в марте в ТРЦ "Авиапарк" в г. Москва.